# ジョン・アランデル (第4代トレライスのアランデル男爵)
第4代トレライスのアランデル男爵ジョン・アランデル（英語: John Arundell, 4th Baron Arundell of Trerice、1701年11月21日 – 1768年8月13日埋葬）は、イングランド貴族。政治ではトーリー党に属した。

## 生涯
第3代男爵ジョン・アランデルとジェーン・ボー（Jane Beaw、1744年6月20日没、ウィリアム・ボーの娘）の息子として、1701年11月21日に生まれた。1706年9月24日に父が死去すると、トレライスのアランデル男爵の爵位を継承した。1718年7月19日、オックスフォード大学ベリオール・カレッジに入学した。
1722年6月2日、ウェストミンスターでエリザベス・ウェントワース（Elizabeth Wentworth、1681年頃 – 1750年3月21日、サー・ウィリアム・ウェントワースの娘）と結婚した。
1768年に死去、同年8月13日に妻の隣に埋葬された。後継者がおらず爵位は断絶、遺産は妻の兄トマス（1739年没）の息子第2代ストラフォード伯爵ウィリアム・ウェントワースが継承した。